# Flavien Enzo Boyomo
Flavien Enzo Thiédort Boyomo (* 7. října 2001 Toulouse) je kamerunský profesionální fotbalista, který hraje na pozici středního obránce za španělský klub CA Osasuna. Narodil se ve Francii, ale hraje za kamerunský národní tým.

## Mládí
Boyomo se narodil v Toulouse a je původem Kamerunec. Francouzskou státní příslušnost získal dne 30. května 2003 díky naturalizaci jeho otce.

## Klubová kariéra

### Počátky kariéry
Boyomo původně hrál v mládežnickém týmu mateřského klubu Toulouse, než se v roce 2016 připojil k akademii Blackburnu Rovers. Postupoval přes mládežnické týmy klubu, ale nakonec v červnu 2020 odešel poté, co se nedokázal dohodnout na nových podmínkách.

### Albacete
Po odchodu z Blackburnu se Boyomo v srpnu 2020 připojil ke španělskému klubu Albacete Balompié, kde byl původně přidělen do rezervního týmu v Tercera División. Svůj debut v prvním týmu si odbyl 26. září 2020, kdy nastoupil při venkovní ligové prohře 1:0 proti CF Fuenlabrada.
Boyomo vstřelil svůj první profesionální gól 25. října 2020, když vsítil úvodní gól při domácí porážce 2:1 s Rayo Vallecano. Dne 23. prosince prodloužil smlouvu do roku 2024.
Během sezóny 2022/23 byl čtvrtým hráčem Albacete v celkovém počtu odehraných zápasů, když odehrál 39 zápasů (38 z toho v základní sestavě) a vstřelil jeden gól.

### Real Valladolid
Dne 7. července 2023 se Boyomo připojil k Realu Valladolid v Segunda División za údajný poplatek 1,2 milionu eur plus bonusy a podepsal s nově sestupujícím klubem čtyřletou smlouvu. Během sezóny nastupoval v základní sestavě a klubu pomohl postoupit do La Ligy.
Boyomo debutoval v nejvyšší španělské soutěži 19. srpna 2024, kdy nastoupil při domácím vítězství 1:0 nad RCD Espanyol.

### Osasuna
Dne 29. srpna 2024 podepsal Boyomo pětiletou smlouvu s týmem CA Osasuna za poplatek 5 milionů eur.

## Reprezentační kariéra
V březnu 2023 byl Boyomo hlavním trenérem Rigobertem Songem poprvé povolán do kamerunské seniorské reprezentace na dvojici kvalifikačních zápasů na Africký pohár národů 2023 proti Namibii.

## Statistiky

### Klubové
Platí k zápasu hranému 16. března 2025.
| Klub              | Sezóna            | Liga               | Liga   | Liga | Národní pohár | Národní pohár | Ostatní | Ostatní | Celkově | Celkově |
| Klub              | Sezóna            | Soutěž             | Zápasy | Góly | Zápasy        | Góly          | Zápasy  | Góly    | Zápasy  | Góly    |
| ----------------- | ----------------- | ------------------ | ------ | ---- | ------------- | ------------- | ------- | ------- | ------- | ------- |
| Albacete          | 2020/21           | Segunda División   | 31     | 1    | 1             | 0             | —       | —       | 32      | 1       |
| Albacete          | 2021/22           | Primera Federación | 25     | 0    | 2             | 0             | 2       | 0       | 29      | 0       |
| Albacete          | 2022/23           | Segunda División   | 37     | 1    | 0             | 0             | 2       | 0       | 39      | 1       |
| Albacete          | Celkově           | Celkově            | 93     | 2    | 3             | 0             | 4       | 0       | 100     | 2       |
| Real Valladolid   | 2023/24           | Segunda División   | 38     | 1    | 1             | 0             | —       | —       | 39      | 1       |
| Real Valladolid   | 2024/25           | La Liga            | 3      | 0    | 0             | 0             | —       | —       | 3       | 0       |
| Real Valladolid   | Celkově           | Celkově            | 41     | 1    | 1             | 0             | —       | —       | 42      | 1       |
| Osasuna           | 2024/25           | La Liga            | 23     | 2    | 3             | 0             | —       | —       | 26      | 2       |
| Celkově v kariéře | Celkově v kariéře | Celkově v kariéře  | 157    | 5    | 7             | 0             | 4       | 0       | 168     | 5       |

### Reprezentační
Platí k zápasu hranému 19. března 2025.
| Národní tým | Rok     | Zápasy | Góly |
| ----------- | ------- | ------ | ---- |
| Kamerun     | 2024    | 1      | 0    |
| Kamerun     | 2025    | 1      | 0    |
| Celkově     | Celkově | 2      | 0    |